# 주디스 리치 해리스
주디스 리치 해리스(영어: Judith Rich Harris, 1938년 1월 10일 ~ 2018년 12월 29일)는 심리학자이자 부모가 아동 발달에 가장 중요한 요인이라는 믿음을 비판하고 그것을 반박하는 증거들을 제시한 책 '양육 가설'(The Nurture Assumption)의 저자다.

## 생애
해리스는 자가 면역 질환의 일종인 강직성 척추염(ankylosing spondylitis, 척추에 생긴 염증으로 인해 서서히 척추관절이 굳어져 구부릴 수 없게 되는 질환)으로 고통받던 그녀의 아버지에게 적합한 건조한 기후인 애리조나주 투손시에 영구히 정착할 때까지 미국 여기저기를 옮겨 다니며 유아시절을 보냈다.
그녀는 투손 고등학교를 졸업 후 애리조나 대학교와 브랜다이스 대학교를 다녔다.
1959년 브랜다이스 대학교를 우등으로 졸업하고, 심리학 분야에서 릴라 펄먼 상(the Lila Pearlman Prize)을 수상한 뒤 1961년에는 하버드 대학교에서 심리학 석사를 받았다. 같은해 찰스 s. 해리스(Charles S. Harris)와 결혼해 현재 두 딸과 4명의 손자를 두고 있다. 1961년- 1962년에는 MIT에서 심리학 수업조교로, 1963년 - 1965년사에는 볼트 베라넥 앤 뉴먼사(BBN, Bolt Beranek and Newman)와 펜실베이니아 대학교에서 연구조교로 일했다.
1977년 이후 해리스는 피부결핵(lupus)과 전신 경화증(systemic sclerosis)의 합병증으로 판명된 만성적인 자기면역 질환으로 고통 받는다. 이 때문에 1970년대 후반을 병상에서 보냈음에도 화상 검색(visual search)의 수학적 모델을 수립해, 이 작업물을 두 개의 논문으로 '저널 퍼셉션지'(The journal Perception)과 '싸이코피직스지'(Psychophysics)에 발표했다.
1981년부터 1994년까지 발달 심리학 교재 저자로 활약하며, '더 차일드'(The Child, 프렌티스 홀 출판, 1984, 1987, 1991년)와 '유아와 아동'(Infant and Child, 1992년)의 수석저자로 활동했다.
1994년 해리스는 아동발달에 관한 이론에 관한 새로운 착상이 생기자, 이번에는 공통 저자 없이 새로운 아동 발달에 관한 대학 교재에 착수했지만, 이후 그 교재 집필을 포기하고 대신 '심리학 비평'(Psychological Review, '미국 심리학 협회'(APA)에서 발행하는 정기 간행물로 심리학 이론에 관한 논문을 발행하는 과학 저널지)용 논문을 썼다.
1995년에는 '양육 가설(The Nurture Assumption)' 집필에 착수, 1998년 출판함으로써 학계에 논쟁과 더불어 큰 반향을 이끌어냈으며, 1998년에는 '아동 환경은 어디에 있는가?'("Where Is the Child's Environment?)란 논문으로 미국 심리학 협회 조지 A. 밀러 상을 받는다.
현재 그녀는 심리과학협회 (APS, the Association for Psychological Science) 와 파이·베타·카파 클럽 (Phi Beta Kappa, 미국 최우수 대학생 및 졸업생의 사교 모임) 회원이다.

## 주요 저서
- 아동 : 출생때부터 사춘기에 이르기까지의 발달 The Child: Development from Birth through Adolescence.(Prentice Hall,1984, 1987, 1991) ISBN 978-0-13-131046-9
- Serial position curves for reaction time and accuracy in visual search: Tests of a model of overlapping processing. Perception & Psychophysics, 38, 178-187. (1985)
- 아동 환경은 어디에 있는가? 집단 사회화 발달 이론 (심리학 비평 102호, p458-489, 1995) Where is the child's environment? A group socialization theory of development. Psychological Review, 102, 458-489, 1995)
- 양육가설 : 왜 아이들은 자기들 방식대로 성장하는가 The nurture assumption: Why children turn out the way they do. (Free Press, 1998) ISBN 978-0-684-84409-1
- 사회화, 인격 발달 그리고 아동 환경 Socialization, personality development, and the child's environments. (Developmental Psychology, 36, 699-710, 2000).
- 특정 상황에서의 학습, 인격 그리고 출생순서 Context-specific learning, personality, and birth order. (Current Directions in Psychological Science, 9, 174-177, 2000).
- 왜 사람들은 출생 순서가 인격에 중요한 영향을 준다고 믿을까? 양육가설 웹사이트, 갱신 2007년 8월 27일 Why do people believe that birth order has important effects on personality? (The Nurture Assumption Web Site, Retrieved 2007-08-27)
- 부모의 선택 - 인간 무모증과 피부색의 진화속에서 제 3의 선택 과정 Parental selection: A third selection process in the evolution of human hairlessness and skin color. (Medical Hypotheses, 66, 1053-1059, 2006)
- 서로 똑같은 것은 없다 : 인간의 본성과 인간의 개성 No Two Alike: Human Nature and Human Individuality. (W.W. Norton, 2006) ISBN 978-0-393-05948-9
- '양육가설 : 왜 아이들은 자기들 방식대로 성장하는가' 개정증보판 The Nurture Assumption: Why Children Turn Out the Way They Do, Revised and Updated (Free Press, February 24, 2009) ISBN 978-1-4391-0165-0

대한민국에는 <The Nurture Assumption>이 <양육가설: 부모가 자녀의 성장에 미치는 영향에 대한 탐구> (최수근 역, 도서출판 이김, ISBN:9791195686889)으로, <No Two Alike: Human Nature and Human Individuality>은 <개성의 탄생: 나는 왜 다른 사람과 다른 유일한 나인가> (동녘, ISBN 978-89-90247-36-0)로 출판되어 있다.

## 같이 보기
- 본성 대 양육